# Loppis, Uskela
Loppis (finska: Lopenkylä) är en by i Uskela i Salo i det finländska landskapet Egentliga Finland. Byn ligger vid Uskela å nära den gamla kommungränsen mot S:t Bertils.

## Historia
Loppis bildar en del av de nationellt värdefulla jordbrukslandskapen i Uskela ås dalgång. Vid Loppis sammanflödar Lustonoja och Uskela å. Uoti bondgård utgör en kulturhistoriskt värdefull helhet i Loppis västra del. I övrigt har byns struktur från 1800-talet, som delvis är utspridd, bevarats väl. 
Den historiska vägen Hiidentie går genom Loppis. På 1700-talet fanns det tre stora gårdar i byn: Uoti, Perttu och Haitio. Gårdarna hade en gemensam kvarn vid forsen Lopenkoski i Uskela å. De förblev på sin ursprungliga gemensamma bytomt efter storskiftet, vilket inte var vanligt, men brann ner på 1800-talet, varefter gårdarna flyttade till sina egna marker. Under början av 1900-talet styckades många småbruk av från dessa gårdar. Under en kort period fanns det också en butik i byn.